# Пояс (український стрій)
Пояс у чоловічому строї відігравав дуже важливішу роль ніж у жіночому. Щодо доісторичних часів існує мало відомостей про цю частину одягу, але відомо, що пояс належав до строю вищого стану суспільства, а також до строю військового стану, які носили металеві пояси, а просте населення тоді задовольнялося шкіряними поясами. За княжих часів почали ймовірно носити пояси бавовняні, а в козацьку добу були поширені коштовні литі паси — переткані золотом та сріблом, такі пояси постачалися з Персії та Туреччини. А також н-д в Слуцьку виготовляли такі перські пояси. В 19 ст. серед козаків були поширені каламайкові пояси, з тканини каламайки, яка виготовлялася спеціально для цих поясів.
Українське вбрання підперізували завжди поясом. В 19 ст. такий пояс був переважно з шерсті. Пояс був найчастіше червоного, зеленого, синього, білого (рушник), чорного кольорів. Такі пояси могли бути і в смуги, найчастіше носили пояси червоної та зеленої барви. Найкращими поясами були червені, волоські, які мали поздовжні смуги різної ширини. Найчастіше такі пояси носили в Київській та Полтавській губерніях. На Волині пояси в'язали з білої шерсті, а тоді фарбували їх в червоний колір. Такі пояси мали на кінцях великі китиці. Чорні пояси носили старі чоловіки. Зелені пояси ніколи не були смугасті, їх носили переважно заможні та поважні господарі. Найбільше такі пояси носили в Золотоноському, Чигиринському, Черкаському повітах. На Поліссі носили білі пояси з полотна, перетканого на кінцях синьою та червоною заполоччю.
У деяких місцевостях замість таких поясів носили крайки або череси.

## Черес
Існували також і чумацькі череси. Тобто пояси виготовлені з замшевої шкіри в вигляді торбинки, які защіпалися на пряжку та ремінець. Череси кін. 19 ст. виготовлялися з юхтової шкіри, шириною до 20-30 см з кількома кишенями та 3-12 пряжок та ремінців. Такі пояси носило все населення Карпат та Підкарпаття, а особливо бойки та гуцули.

## Крайка
Крайки в'язали з шерсті та ниток, нитки йшли по довжині, а шерсть по ширині крайки. Крайки були неширокими, найширші крайки були в Хотинському повіті. Крайки носили також діти від 3 до 7 років.

## Ремінник
Ремінник робили зі шкіри, яку вживали також на підошви, його перегинали пополовині та зшивали дратвою. З однієї сторони пришивали 4-5 пряжки, а з ін. таку саму кількість ремінчиків з дірками. Зверху в такому поясі залишали на довжину руки незшиту дірку, в яку пізніше ховали гроші, і яка стягувались окремо тонким ремінчиком. Зверху ремінник прикрашався нашитим орнаментом. Подібно до ремінника виготовляли також і черес, але черес був значно ширший за ремінник.

## Галерея

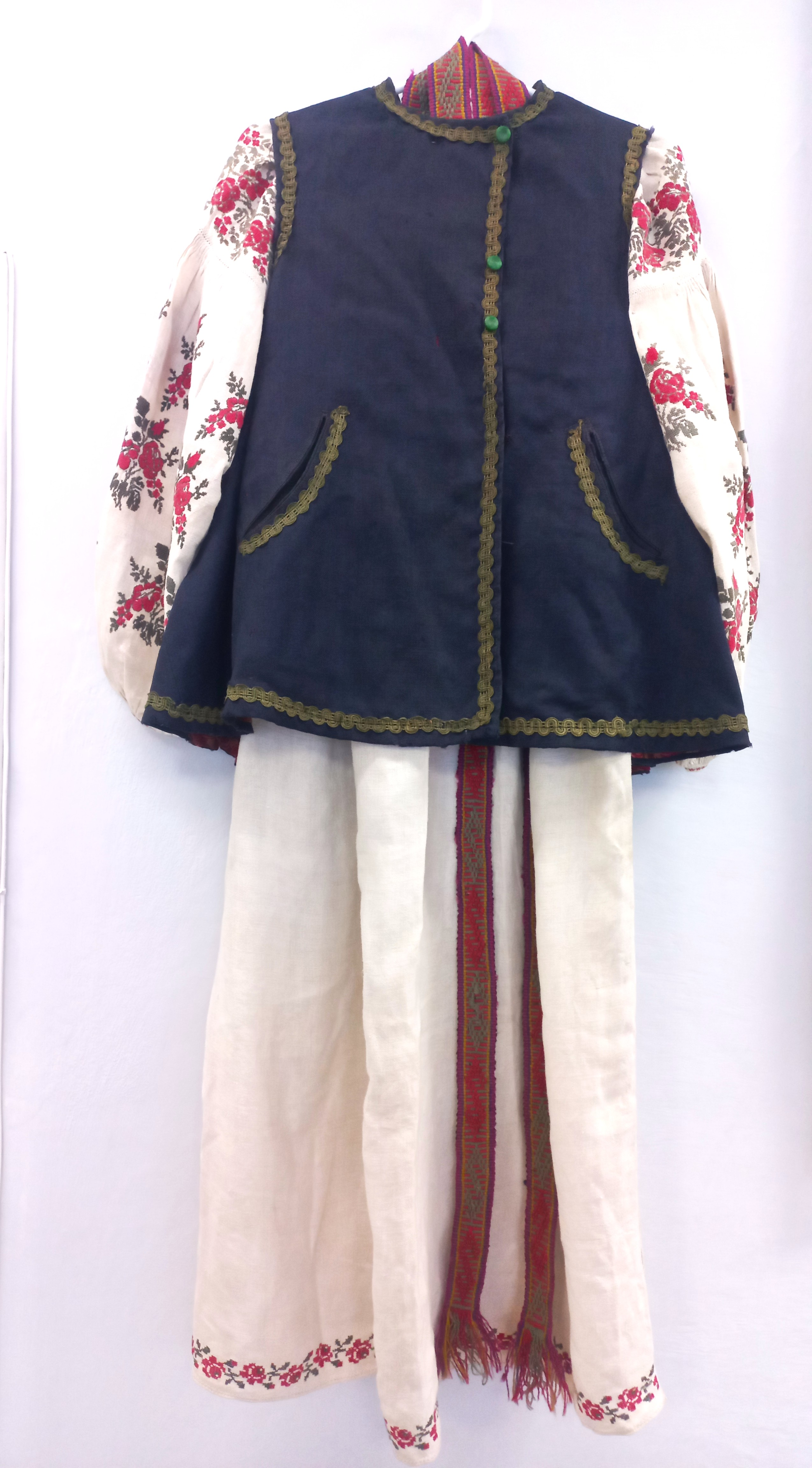
Корсетка з вишитою сорочкою та крайкою
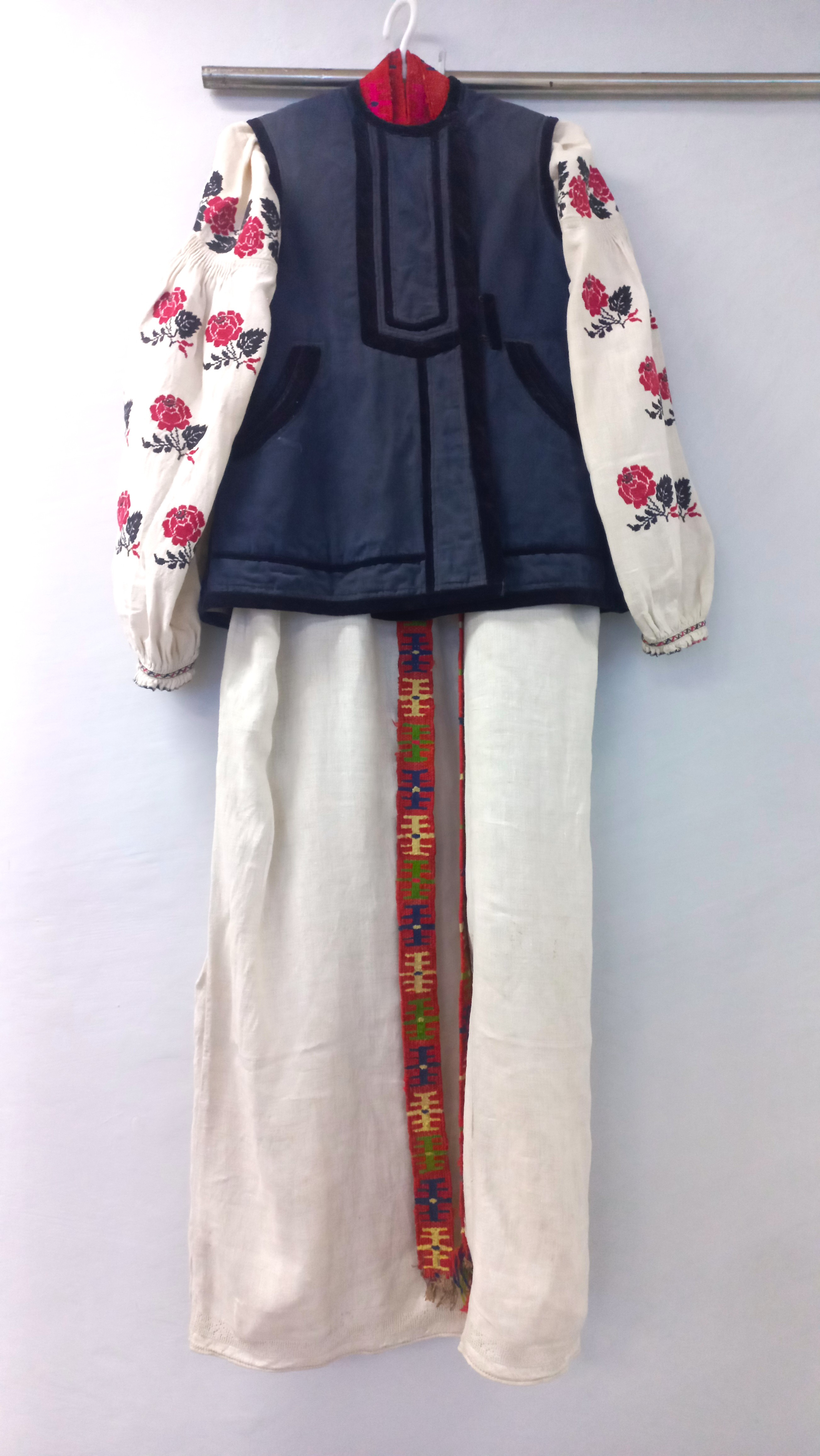
Корсетка з вишитою сорочкою та крайкою
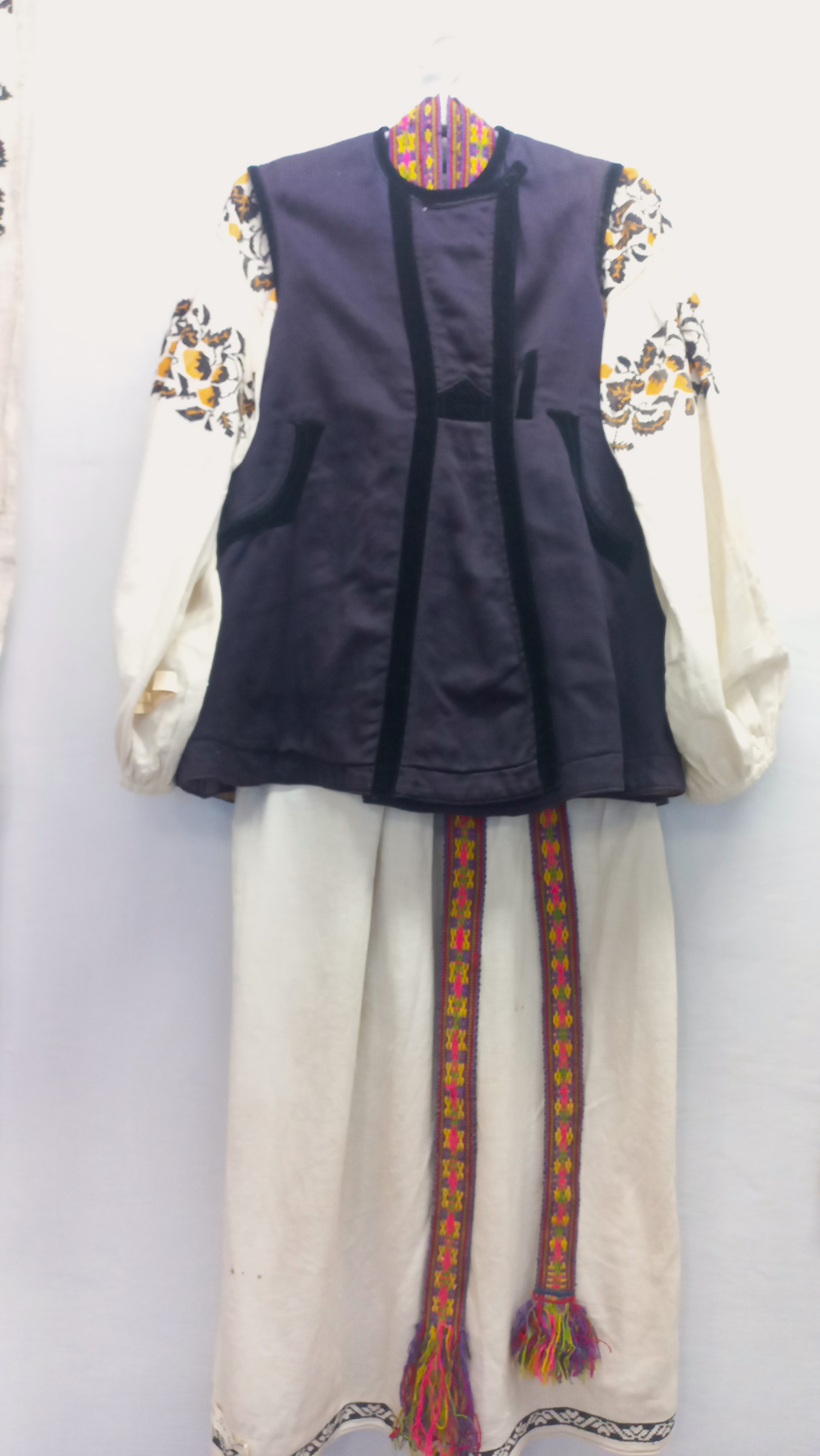
Корсетка з вишитою сорочкою та крайкою
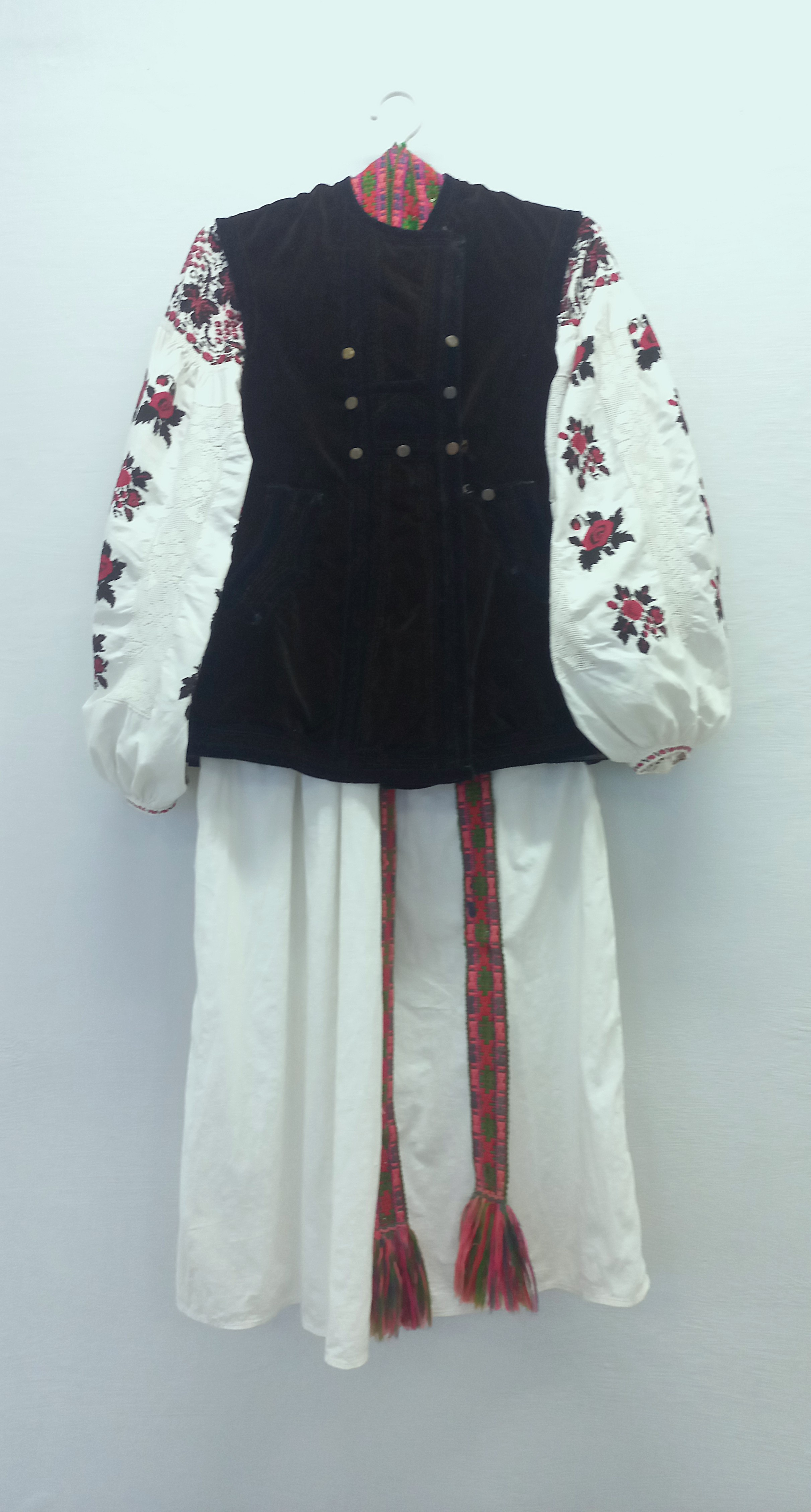
Корсетка з вишитою сорочкою та крайкою